# Tommaso Baldanzi
Tommaso Baldanzi (Poggibonsi, Italia, 23 de marzo de 2003) es un futbolista italiano que juega de centrocampista en la A. S. Roma de la Serie A.

## Trayectoria
Tras formarse en las inferiores del Castelfiorentino y Empoli F. C., debutó con el primer equipo el 28 de octubre de 2020 en la Copa de Italia ante el Benevento Calcio.
El 1 de febrero de 2024 se hizo oficial su fichaje por la A. S. Roma.

## Estadísticas

### Clubes
Actualizado al último partido disputado el 25 de mayo de 2024.
| Club                  | Div.          | Temporada     | Liga  | Liga  | Liga   | Copas nacionales | Copas nacionales | Copas nacionales | Copas internacionales | Copas internacionales | Copas internacionales | Total | Total | Total  |
| Club                  | Div.          | Temporada     | Part. | Goles | Asist. | Part.            | Goles            | Asist.           | Part.                 | Goles                 | Asist.                | Part. | Goles | Asist. |
| --------------------- | ------------- | ------------- | ----- | ----- | ------ | ---------------- | ---------------- | ---------------- | --------------------- | --------------------- | --------------------- | ----- | ----- | ------ |
| Empoli F. C. · Italia | 2.ª           | 2020-21       | 0     | 0     | 0      | 2                | 0                | 0                | —                     | —                     | —                     | 2     | 0     | 0      |
| Empoli F. C. · Italia | 1.ª           | 2021-22       | 1     | 0     | 0      | 0                | 0                | 0                | —                     | —                     | —                     | 1     | 0     | 0      |
| Empoli F. C. · Italia | 1.ª           | 2022-23       | 26    | 4     | 0      | 1                | 0                | 0                | —                     | —                     | —                     | 27    | 4     | 0      |
| Empoli F. C. · Italia | 1.ª           | 2023-24       | 14    | 2     | 0      | 0                | 0                | 0                | —                     | —                     | —                     | 14    | 2     | 0      |
| Empoli F. C. · Italia | Total club    | Total club    | 41    | 6     | 0      | 3                | 0                | 0                | 0                     | 0                     | 0                     | 44    | 6     | 0      |
| A. S. Roma · Italia   | 1.ª           | 2023-24       | 13    | 0     | 0      | 0                | 0                | 0                | 5                     | 0                     | 0                     | 18    | 0     | 0      |
| A. S. Roma · Italia   | 1.ª           | 2024-25       | 31    | 1     | 1      | 1                | 1                | 0                | 9                     | 0                     | 0                     | 41    | 2     | 1      |
| A. S. Roma · Italia   | Total club    | Total club    | 44    | 1     | 1      | 1                | 1                | 0                | 14                    | 0                     | 0                     | 59    | 2     | 1      |
| Total carrera         | Total carrera | Total carrera | 85    | 7     | 1      | 4                | 1                | 0                | 14                    | 0                     | 0                     | 103   | 7     | 1      |